# Adi Lautman Interdisciplinary Program for Outstanding Students
L'Adi Lautman Interdisciplinary Program for Outstanding Students (en hébreu :  התכנית הבין-תחומית לתלמידים מצטיינים ע"ש עדי לאוטמן, « programme interdisciplinaire Adi Lautman pour étudiants exceptionnels ») est un cursus de maîtrise proposé par l'Université de Tel Aviv et visant à favoriser l'excellence. Seuls 15 étudiants sont admis au programme chaque année. « La sélection hautement compétitive est fondée sur les résultats des candidats aux standards israéliens des examens d'entrée et de psychométrie, une courte dissertation, un entretien personnel et un examen général. Ainsi, les étudiants participant au programme ont un potentiel intellectuel exceptionnel et sont motivés et capables. de travail acharné et de pensée indépendante. ».
Le programme est créé en 1985 par le professeur Yehuda Elkana, pour permettre à des étudiants exceptionnellement doués d'explorer et de mener des recherches interdisciplinaires. Elkana dirige le programme pendant neuf ans, jusqu'en 1994. En 1995, le programme porte le nom de feu Adi Lautman, ancien élève du programme et fils de l'industriel et homme d'affaires israélien, Dov Lautman.
La responsable actuelle du programme est la professeure de mathématiques Shiri Artstein, ancienne étudiante bénéficiaire du programme.
Selon Naama Friedmann, ancienne responsable du programme : « le monde se dirige vers des questions et des recherches qui ne peuvent tout simplement pas être menées à partir d'une seule discipline [...] Aujourd'hui, les grandes questions peuvent trouver des réponses soit par des collaborations entre chercheurs de diverses disciplines [...] ou par un chercheur possédant de solides bases dans plusieurs disciplines. Soit vous pouvez travailler ensemble, soit vous devez être vous-même interdisciplinaire. ».

## Description
La durée du cursus est de 4 ans. Bien qu'en raison de sa nature, le programme d'études varie d'un étudiant à l'autre, les années d'études peuvent être grossièrement divisées en deux : au cours des deux premières années, les étudiants suivent les cours de toutes les facultés et départements de l'université, selon un système personnel construit avec l'aide de mentors personnels. Le choix des étudiants est tout à fait libre et ils ne sont pas obligés de suivre des cours d'introduction ni de prérequis lors de leur inscription aux différents cours. Ils sont même autorisés à choisir des cours et des séminaires destinés aux étudiants diplômés, même s'ils sont au début de leurs études, contrairement à ce qui est habituel dans d'autres universités. Les étudiants sont tenus de combler eux-mêmes leurs lacunes dans les cours avancés, le cas échéant. De plus, les étudiants participent à un séminaire hebdomadaire, au cours duquel ils présentent des projets de semi-recherche à leurs camarades de groupe.
Au cours des deux dernières années, les étudiants fréquentent les unités d'enseignement (cours) en master dans l'un des départements de l'université, en lien avec leurs études antérieures et sans avoir préalablement obtenu une licence.
Dans le cadre du programme, des questions de recherche combinant plusieurs disciplines sont étudiées. Des exemples de sujets interdisciplinaires étudiés par les étudiants du programme sont le langage et le cerveau (un domaine qui combine neurosciences, psychologie, biologie, philosophie et linguistique), les modèles informatiques du comportement bactérien, l'intelligence artificielle, le courage moral, l'examen des bases biologiques et philosophiques de émotions et conscience, et plus encore.

## Anciens élèves notables
- Shimon Adaf, auteur et poète[7]
- Yuval Adler, réalisateur et scénariste, créateur du film Bethléem [8]
- Yaïr Agmon, écrivain et réalisateur[9]
- Maya Arad, écrivaine
- Avner Dorman, compositeur[10]
- Eli Drezner, professeur de philosophie à l'université de Tel Aviv
- Dov Elbaum, écrivain[11]
- Naama Friedmann, neuropsychologue du langage[4]
- Ehud Gazit, biochimiste, biophysicien, nanotechnologue. Ancien vice-président de l'université de Tel Aviv. Ancien scientifique en chef du ministère israélien des Sciences
- Ido Geiger, professeur de philosophie à l'université Ben Gourion
- Arik Glasner, auteur et critique, lauréat du prix Bernstein
- Lilach Hadany, professeur à l'université de Tel Aviv
- Ran Hassin, professeur de psychologie à l'université hébraïque de Jérusalem
- Uri Hollander, auteur et musicien
- Assaf Inbari, écrivain
- Etgar Keret, écrivain, professeur de littérature hébraïque à l'université Ben Gourion[8]
- Neria Kraus, journaliste
- Idan Landau, linguiste, blogueur, professeur à l'université Ben Gourion[12]
- Shaï Lavi, directeur de l'Institut Van Leer de Jérusalem, professeur de droit à l'université de Tel Aviv[13]
- Reshef Levi, scénariste, dramaturge, réalisateur, producteur, comédien[14]
- Yannets Levi, écrivain, dramaturge, animateur de télévision
- Liad Mudrik, journaliste, professeur de psychologie à l'université de Tel Aviv[15]
- Yuli Novak, Président de Breaking the Silence (2012-2017)
- Yotam Ottolenghi, chef, restaurateur, écrivain culinaire[8]
- Dan Pelleg, danseur et chorégraphe
- Yechezkel Rachamim, écrivain, lauréat du Prix du Premier ministre israélien pour les auteurs hébraïques
- Aviv Regev, biologiste computationnelle, vice-présidente exécutive de Genentech Research and Early Development[16]
- Maayan Roichman, l'une des deux premières boursières israéliennes Rhodes (2017) [17]
- Lior Rokach, data scientist et professeur à l'université Ben Gourion[18]
- Ori Simchen, professeur de philosophie à l'université de la Colombie-Britannique
- Sivan Toledo, professeur d'informatique à l'université de Tel Aviv
- Barak Weiss, professeur de mathématiques à l'université de Tel Aviv
- Yair Weiss, professeur d'informatique à l'université hébraïque de Jérusalem
- Yoad Winter, professeur de linguistique à l'université d'Utrecht
- Ghil'ad Zuckermann, linguiste, revivaliste, professeur de linguistique et de langues en voie de disparition à l'université d'Adélaïde[8].

## Liste des dirigeants
| Identité                      | Période | Période | Durée  |
| Identité                      | Début   | Fin     | Durée  |
| ----------------------------- | ------- | ------- | ------ |
| Yehuda Elkana (1934 - 2012)   | 1985    | 1994    | 9 ans  |
| Ina Weiner (d)                | 1996    | 2000    | 4 ans  |
| Itzhak Gilboa (né en 1963)    | 2001    | 2008    | 7 ans  |
| Naama Friedmann (née en 1969) | 2008    | 2020    | 12 ans |
| Shiri Artstein (née en 1978)  | 2020    |         |        |